# Bromelia humilis
Bromelia humilis là một loài thực vật có hoa trong họ Bromeliaceae. Loài này được Jacq. mô tả khoa học đầu tiên năm 1762.

## Hình ảnh

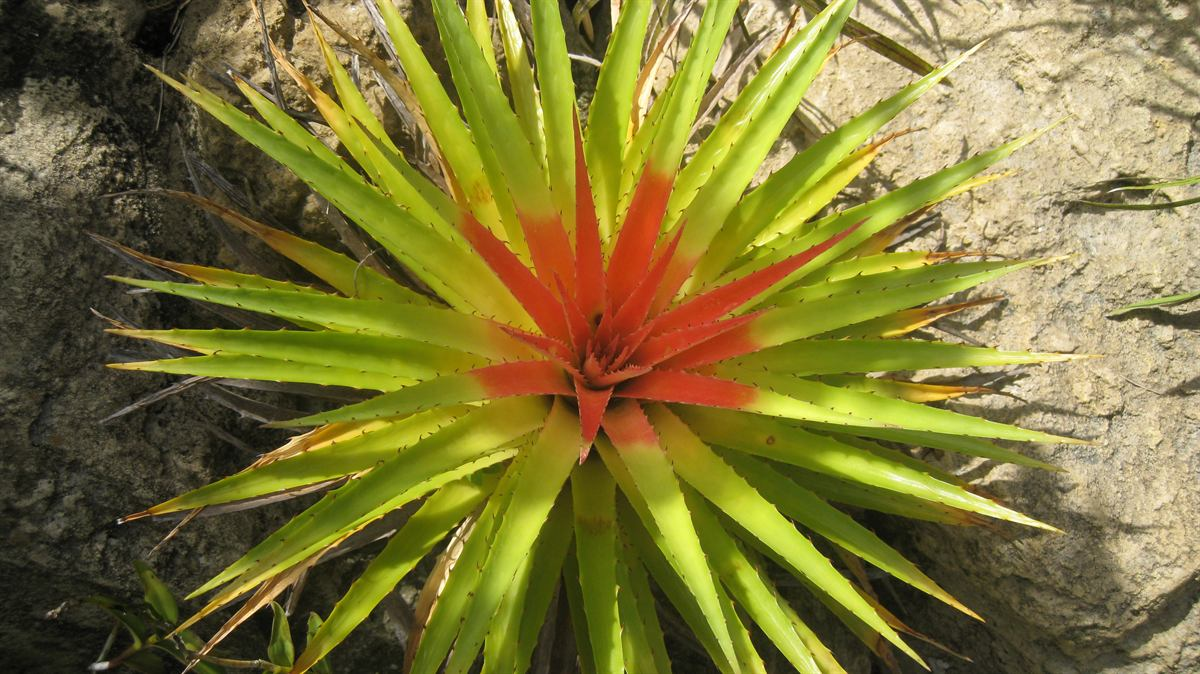